# 조석력

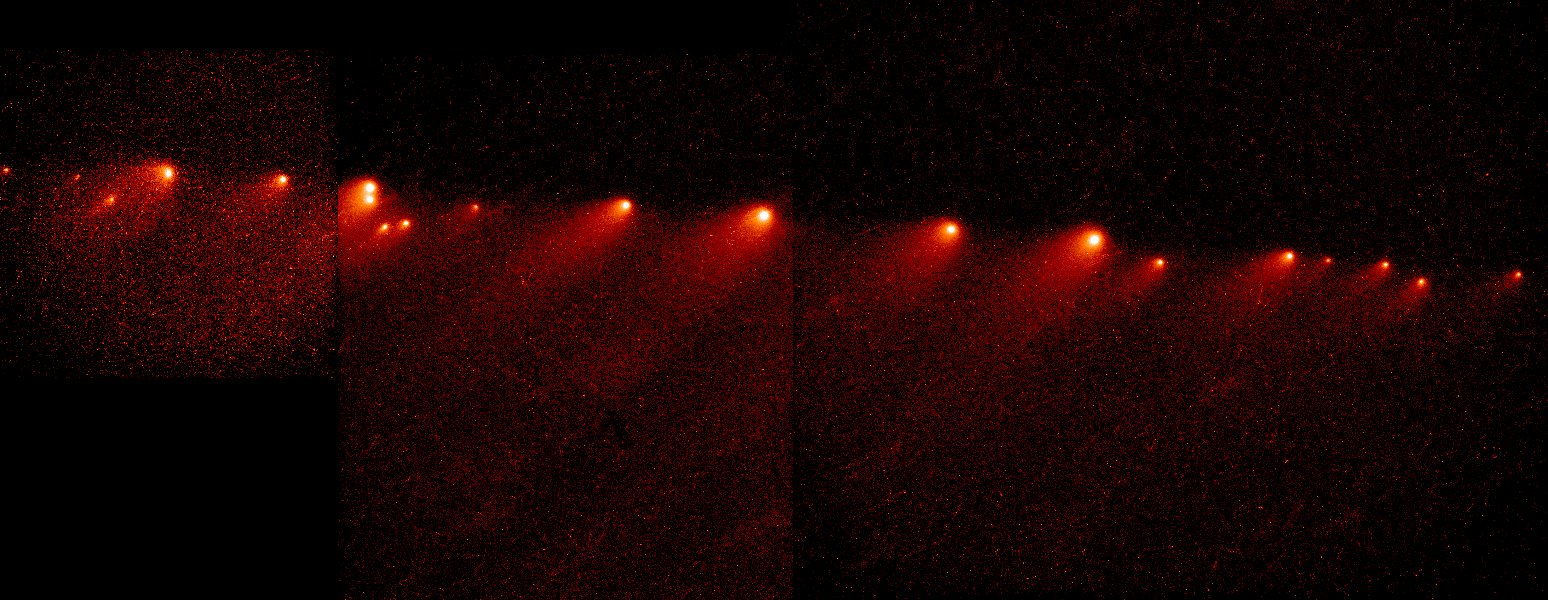
목성의 조석력에 의해 찢어져 여러 조각으로 박살난 슈메이커-레비 제9 혜성.

조석력(潮汐力, tidal force) 혹은 기조력(起潮力)은 만유인력의 2차적인 형태 중 하나이다. 한 물체가 다른 물체에 의해 받는 중력에 의해 생기는데 그것은 직경이 일정하지 않기 때문에 발생된다. 다른 물체에 가까운 쪽이 더 큰 힘을 받으며 반대 쪽은 더 약한 힘을 받는다. 달 또는 태양의 지구 표면에 대한 중력이 차이나는 것은 조석력 때문이라고 알려져 있다.

## 설명
물체1이 물체2의 중력에 영향을 받을 때, 물체2 쪽을 향하는 면과 그 반대면 사이의 물체1에 가해지는 힘의 범위는 확실히 변화한다. 조석력이라 불리는 이 힘은 물체의 양 쪽을 잡아당겨 찌그러트리기도 하며 심한 경우 부서지기도 한다. 로슈한계는 행성으로부터 먼 조석력이 물체를 분해시키는 곳에 존재한다. 이것은 행성의 중력의 차이가 물체의 다른 면을 끌어당기는 것을 극복하기 때문이다. 이러한 끌어당김은 중력장이 일정하다면 일어나지 않을 수도 있다. 왜냐하면 균일한 장은 오직 천체의 전체가 같은 방향과 같은 비율로 서로 가속하는 원인이 되기 때문이다.

## 조석력의 효과
탄성력이 있는 구의 경우, 조석력의 효과는 부피의 변화없이 천체의 모양을 찌그려트린다. 찌그러진 타원체는 달의 영향에 의한 지구의 바다와 비슷하다. 지구와 달은 그들의 질량중심에 대해 회전하고 그들의 중력적 인력은 이러한 운동을 유지하는데 필요한 구심력을 제공한다. 이 질량중심에 매우 가까운 지구의 관찰자에 대해 물체1인 지구는 물체2인 달의 중력에 영향을 받는다. 지구의 모든 부분은 지구의 바다를 달과 가까운 쪽과 먼 쪽에 팽대부를 생성하도록 재분배하는 달의 중력의 지배를 받는다. 천체가 조석력의 지배를 받는 동안에 그것의 회전운동에너지가 열에너지로 점진적으로 소실되는 결과를 얻는다. 만약 천체가 그것의 주성에 충분히 가까우면 이것은 지구의 달과 같이 조석력에 의해 궤도운동을 하며 회전하도록 묶이게 된다. 조석가열은 목성의 위성 이오에서 극적인 화산 효과를 만들어낸다. 조석력은 열에너지를 극 쪽으로 수송하여 전체의 온도를 맞추는 해류에도 영향을 미친다.

## 같이 보기
- 무조점
- 은하 조석